# Constantin Cheianu
Constantin Cheianu (n. 21 septembrie 1959, Trușeni, Strășeni) este un scriitor, dramaturg, prozator, publicist, actor și prezentator TV din Republica Moldova. Împreună cu Anatol Durbală conduce showul „Ora de Ras” de pe postul Jurnal TV.
După absolvirea Facultății de Litere a Universității de Stat din Chișinău (1982), devine redactor la „Literatura și Arta", unde debutează cu nuvela Rouă tânără. Co-fondator, împreună cu regizorul Alexandru Vasilache, al Teatrului de Buzunar (1993). A mai activat la Contrafort, Sud-Est, Jurnal de Chișinău, Timpul de dimineață și a fost funcționar la Uniunea Teatrală și la Ministerul Culturii al RM.
Prima piesă originală a autorului, Plasatoarele, este premiată de Ministerul Culturii din Republica Moldova, spectacolul cucerind Marele Premiul al Festivalului Național de Dramaturgie (1998). În 1999 apare la editura Cartier prima parte - Totul despre mine! (Premiul pentru Proză al Uniunii Scriitorilor din Moldova) - a ceea ce avea să devină, zece ani mai târziu, dilogia autobiografică Sex & Perestroika.

## Premii
- 1998 Premiul pentru Dramaturgie al Uniunii Scriitorilor din Moldova pentru volumul Luministul
- 1999 Premiul pentru Proză al Uniunii Scriitorilor din Moldova pentru volumul Totul despre mine!
- 2008 Marele Premiu pentru piesa Luna la Monkberry